# 卡马克斯希亚纳加尔
卡马克斯希亚纳加尔（Kamakshyanagar），是印度奥里萨邦Dhenkanal县的一个城镇。总人口15002（2001年）。

## 人口
该地2001年总人口15002人，其中男性7979人，女性7023人；0—6岁人口1724人，其中男883人，女841人；识字率73.35%，其中男性为80.82%，女性为64.86%。